# Палаццо Барбаран да Порто
Палаццо Барбаран да Порто (итал. Palazzo Barbaran da Porto) — здание городского дворца (итал. palazzo — дворец) эпохи Возрождения, расположенное в Виченце (область Венето). Это один из двух дворцов, спроектированных выдающимся венецианским архитектором Андреа Палладио для семьи Порто в 1569 году и построенный между 1570 и 1575 годами. Другой дворец под схожим названием, «Палаццо Порто на площади Кастелло» (итал. Palazzo Porto in piazza Castello), остался незавершённым, в то время как Палаццо Барбаран да Порто является единственным большим городским дворцом, который Андреа Палладио удалось построить полностью. Во дворце находится Музей Палладио и Центр интернациональной студии архитектуры Андреа Палладио (Centro internazionale di studi di architettura Andrea Palladio; CISA).
В 1994 году оба дворца были включены в список Всемирного наследия ЮНЕСКО вместе с другими палладианскими постройками в регионе Венето.

## История
Роскошная резиденция была возведена между 1570 и 1575 годами для вичентинского дворянина Монтано Барбарано (Montano Barbarano). В «Истории Виченцы» (1591) Якопо Марцари характеризует Монтано Барбарано как «человека изящной словесности и самого превосходного музыканта». Разные музыкальные инструменты, фигурирующие в описи имущества дворца 1592 года, подтверждают такую характеристику.
Варианты эскизных проектов архитектора, которые сохранились в Лондоне, свидетельствуют о сложном процессе проектирования и требований заказчика сохранить окружающие здания, принадлежащие их семье. Кроме того, когда проект был завершён, Монтано Барбарано приобрёл ещё один соседний дом, что привело к асимметричному расположению входного портала. В любом случае ограничения, наложенные местом и практичным покровителем, стали поводом для смелых и изысканных решений. Палладио разработал сложный проект «реструктуризации», который объединил ранее существовавшие постройки.
В 1998 году после двадцатилетней реставрации дворец был открыт для публики. Выставочная деятельность началась в марте 1999 года.

## Архитектура
На первом этаже палаццо великолепный четырёхколонный атриум объединяет два ранее существовавших участка здания. При реализации этой сложной композиционной схемы Палладио успешно разрешил две проблемы: перекрытие значительного пространства и придание симметричного вида интерьерам. Палладио разделил интерьер на три прохода, поместив в центре четыре ионических колонны, что позволило уменьшить пролёт центральных крестовых сводов. По периметру внутреннего двора он устроил двухъярусную колоннаду лоджий и даже использовал необычный тип ионической капители (полученный от храма Сатурна на Римском форуме).
Для украшения дворца заказчик нанял многих известных художников своего времени: Джованни Баттиста Зелотти (который уже вмешивался в интерьеры виллы Эмо Палладио в Фанцоло), Ансельмо Канера и Андреа Вичентино; лепнина была доверена Лоренцо Рубини (который одновременно выполнил внешние украшения Лоджии дель Капитанио), а после его смерти в 1574 году — его сыну Агостино. Конечным результатом стал роскошный дворец, способный соперничать с резиденциями Тьене, Порту и Вальмарана, дворец, который позволял своему хозяину достойным образом представлять себя в городе Виченца.

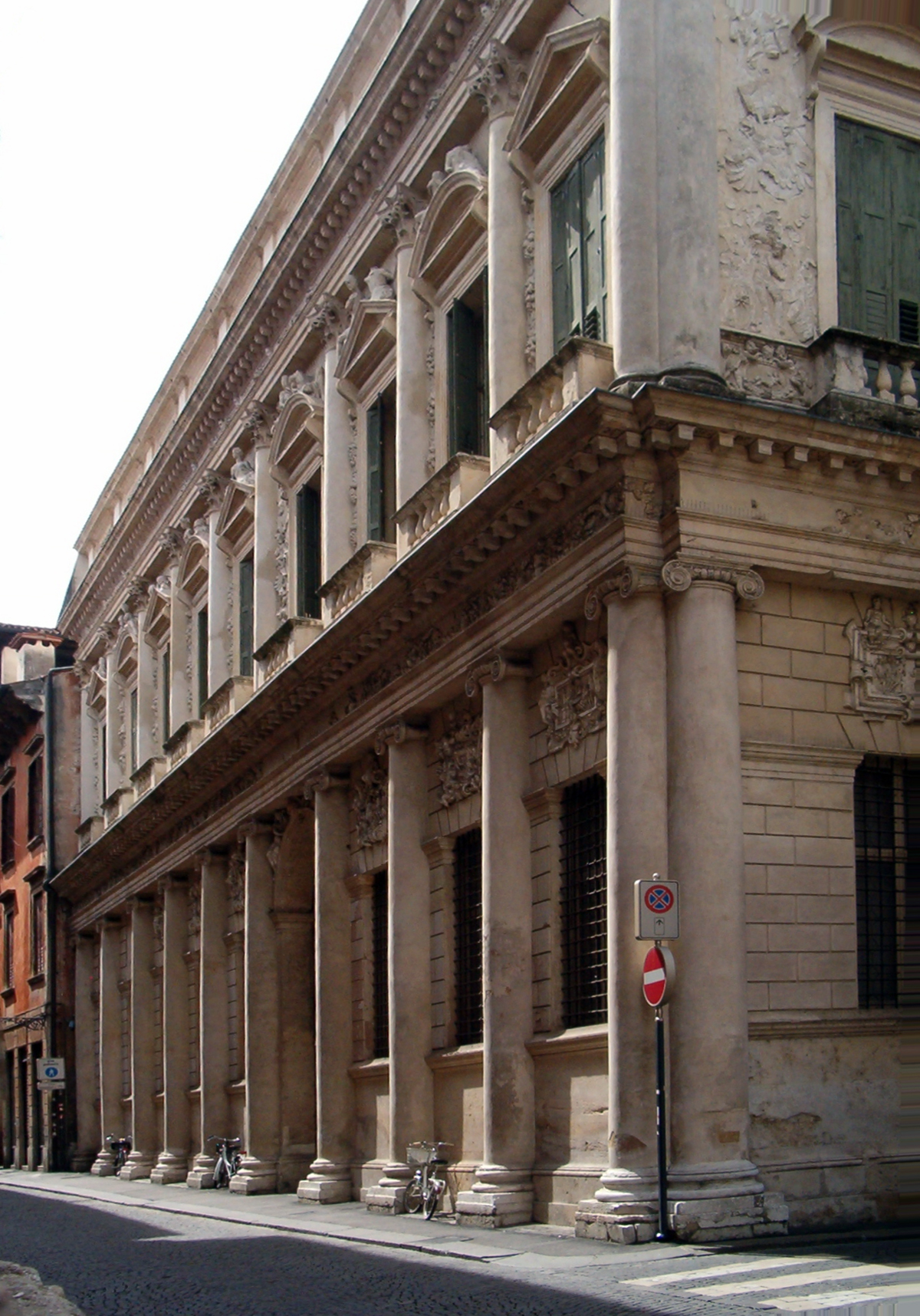
Один из фасадов здания
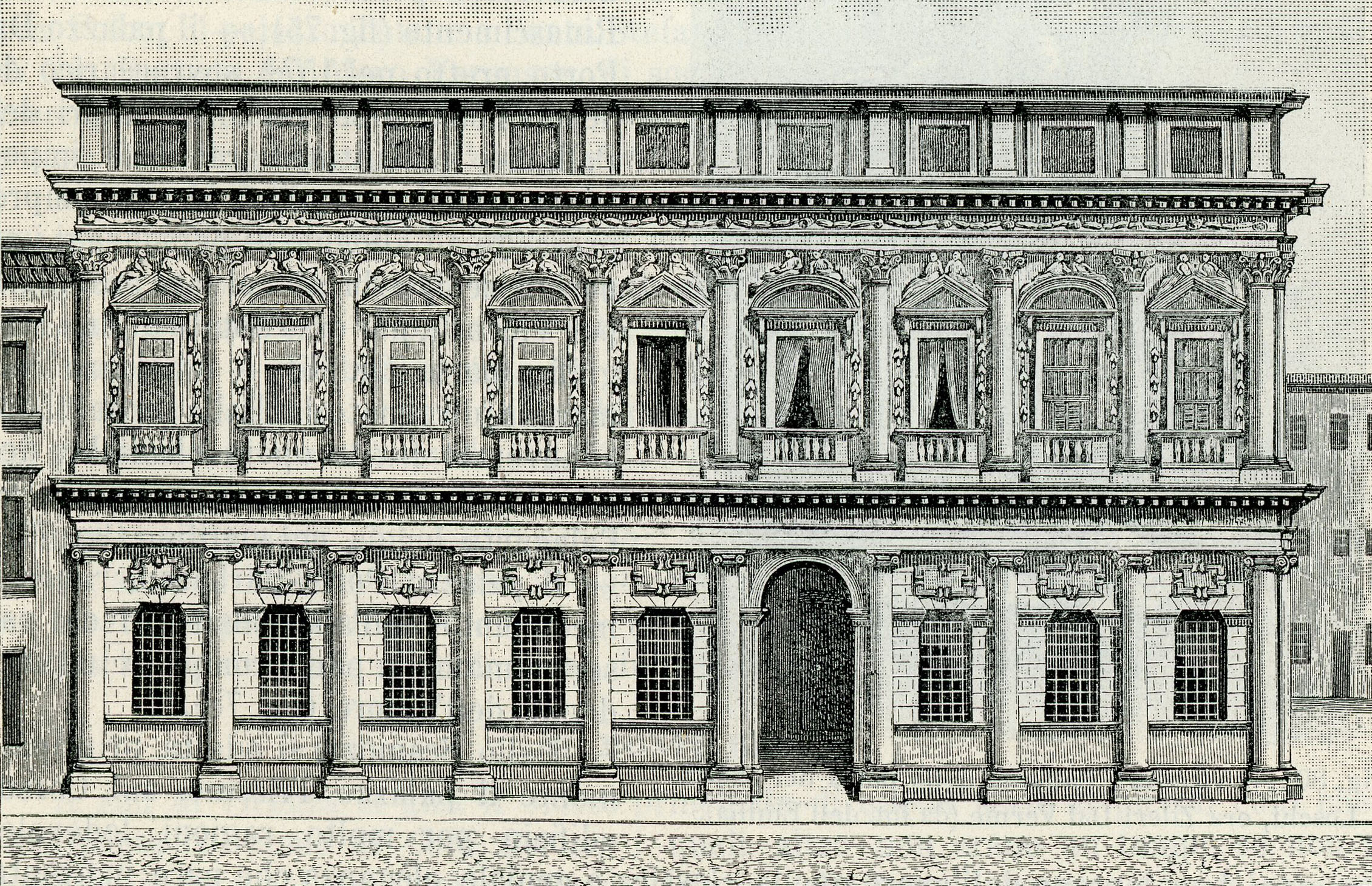
Главный фасад. Гравюра 1903 г.
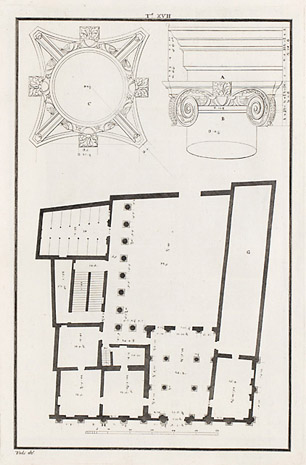
План палаццо. Чертёж О. Бертотти-Скамоцци. 1776
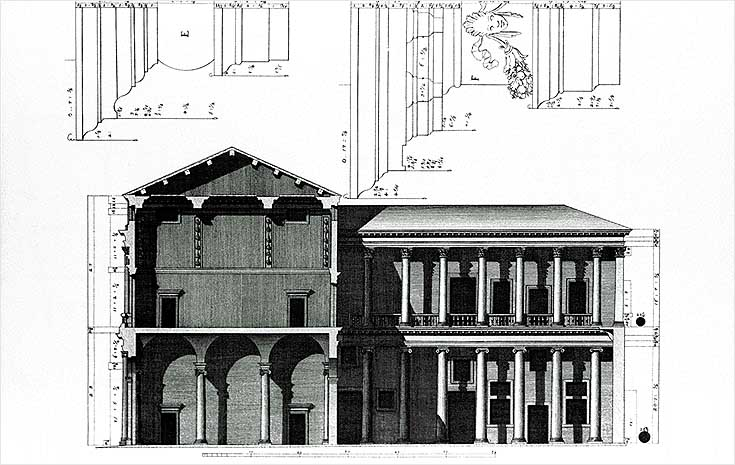
Поперечный разрез. Чертёж О. Бертотти-Скамоцци. 1776
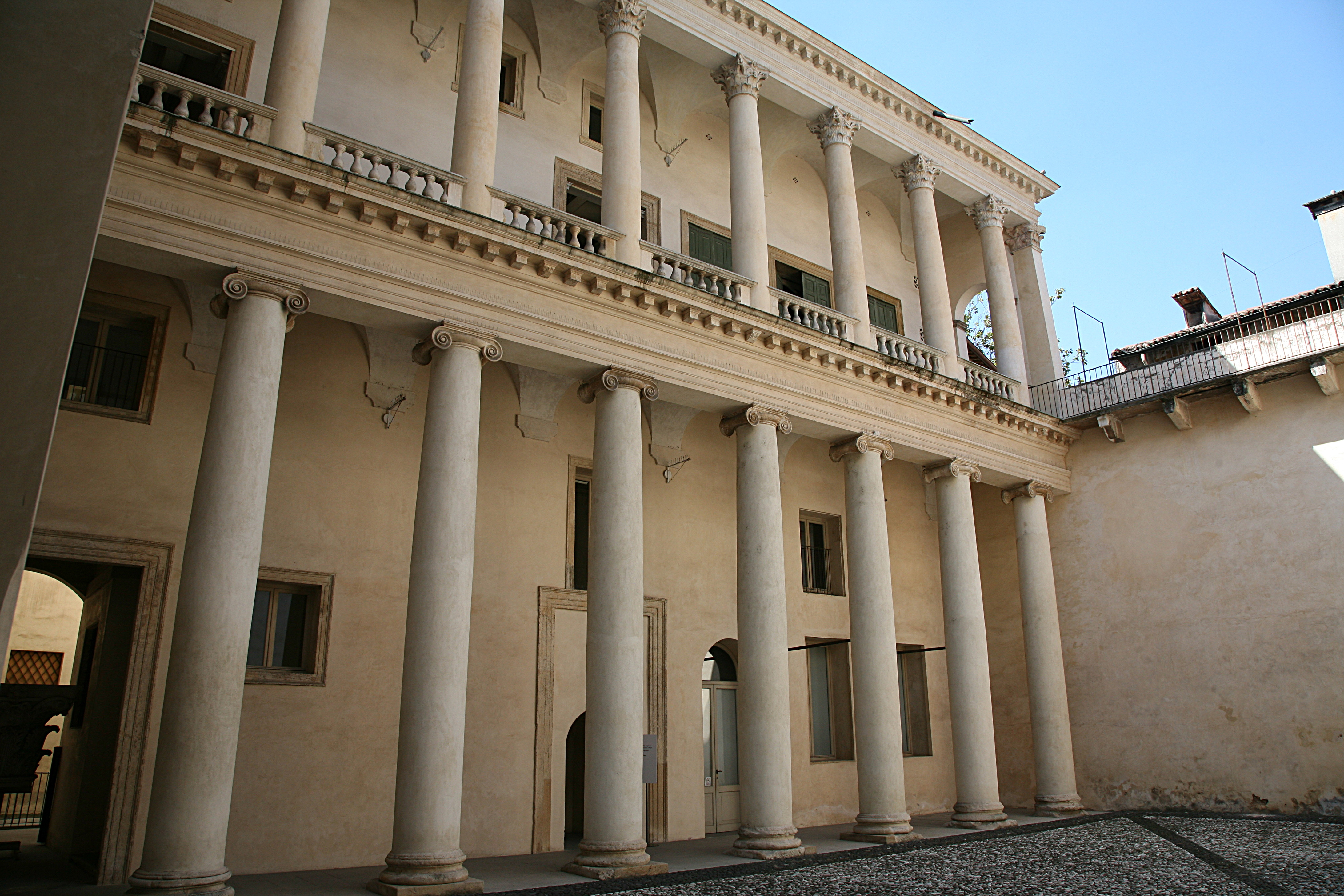
Двор (атриум)
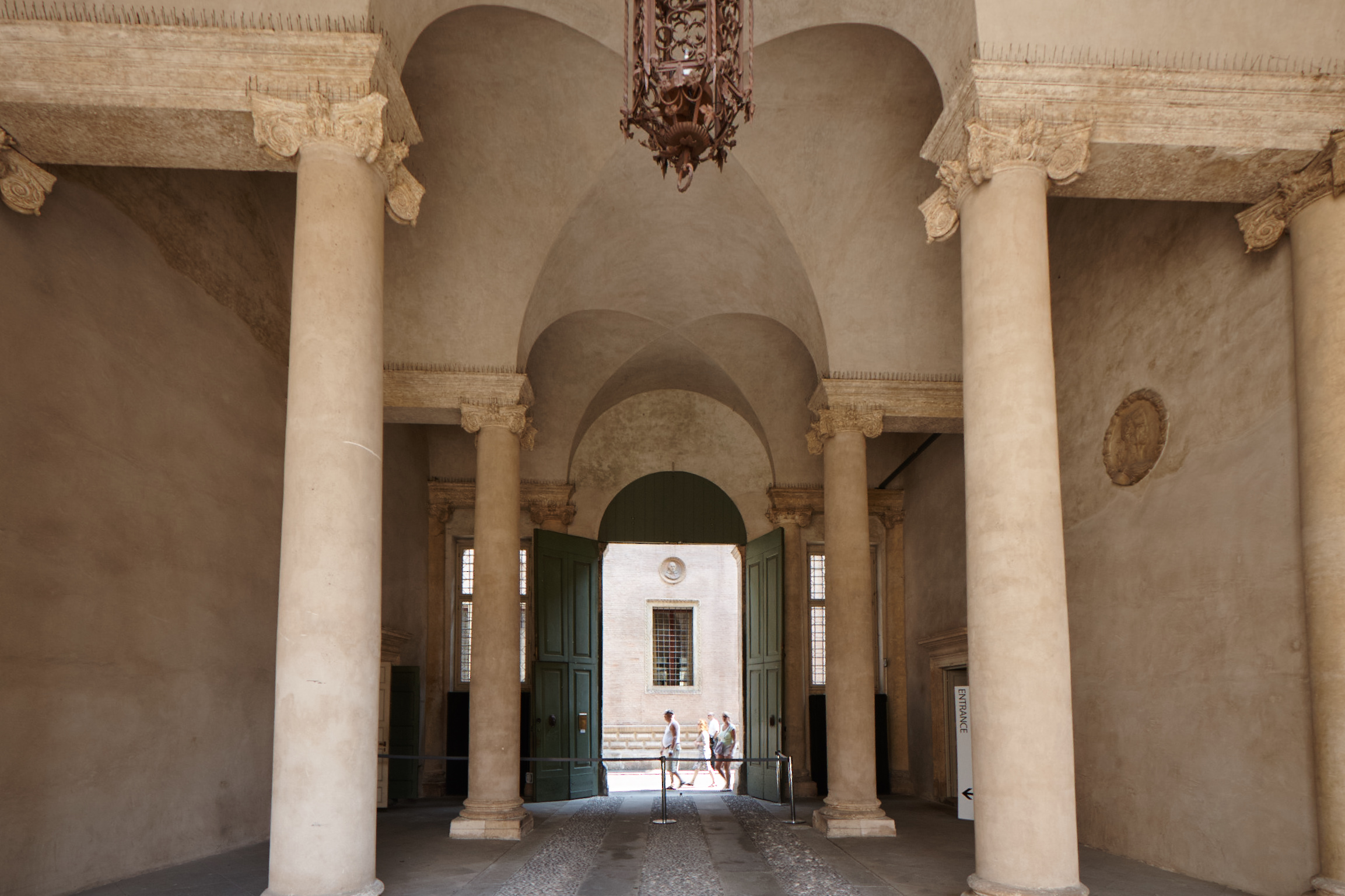
Вид из атриума на улицу
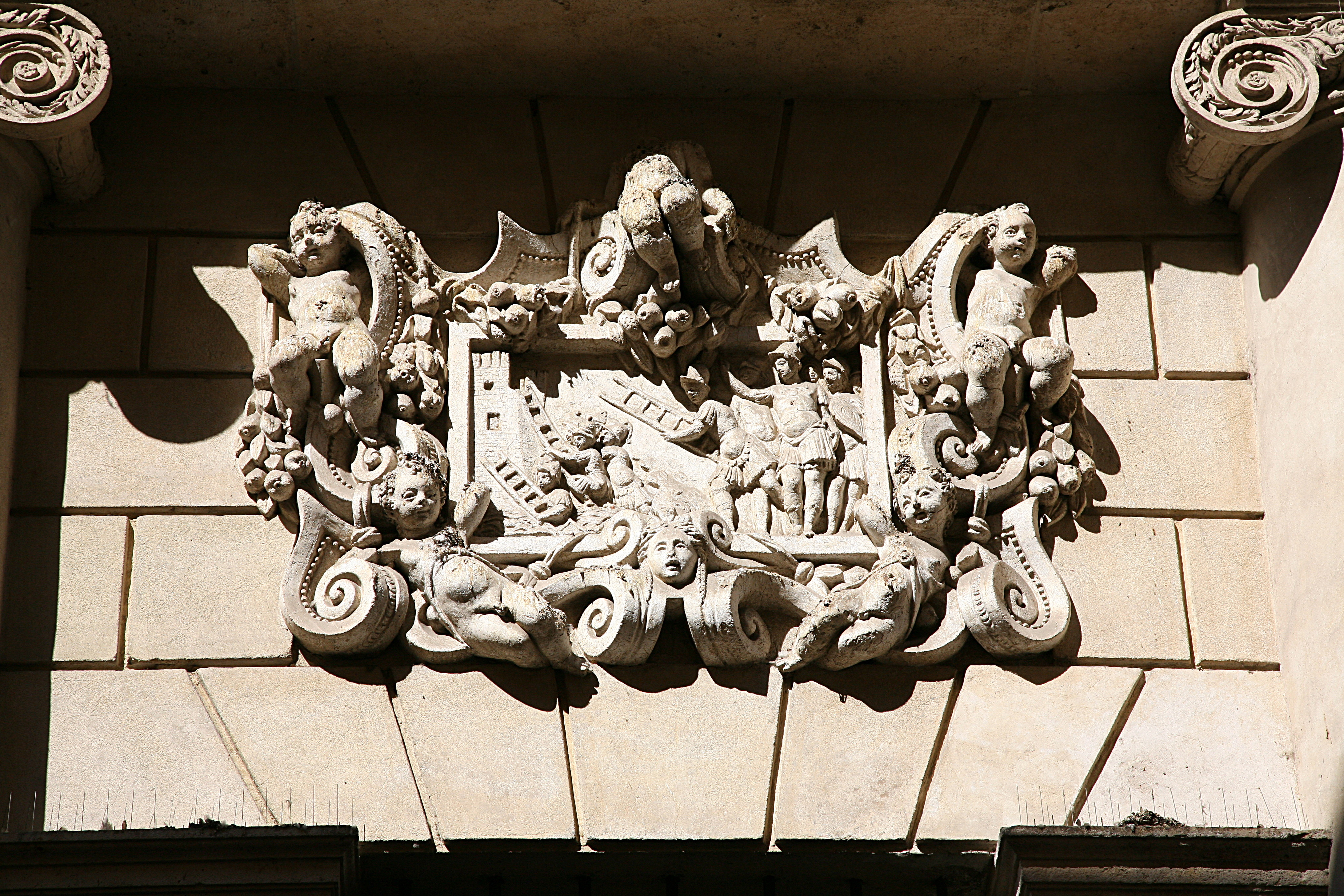
Герб на фасаде здания
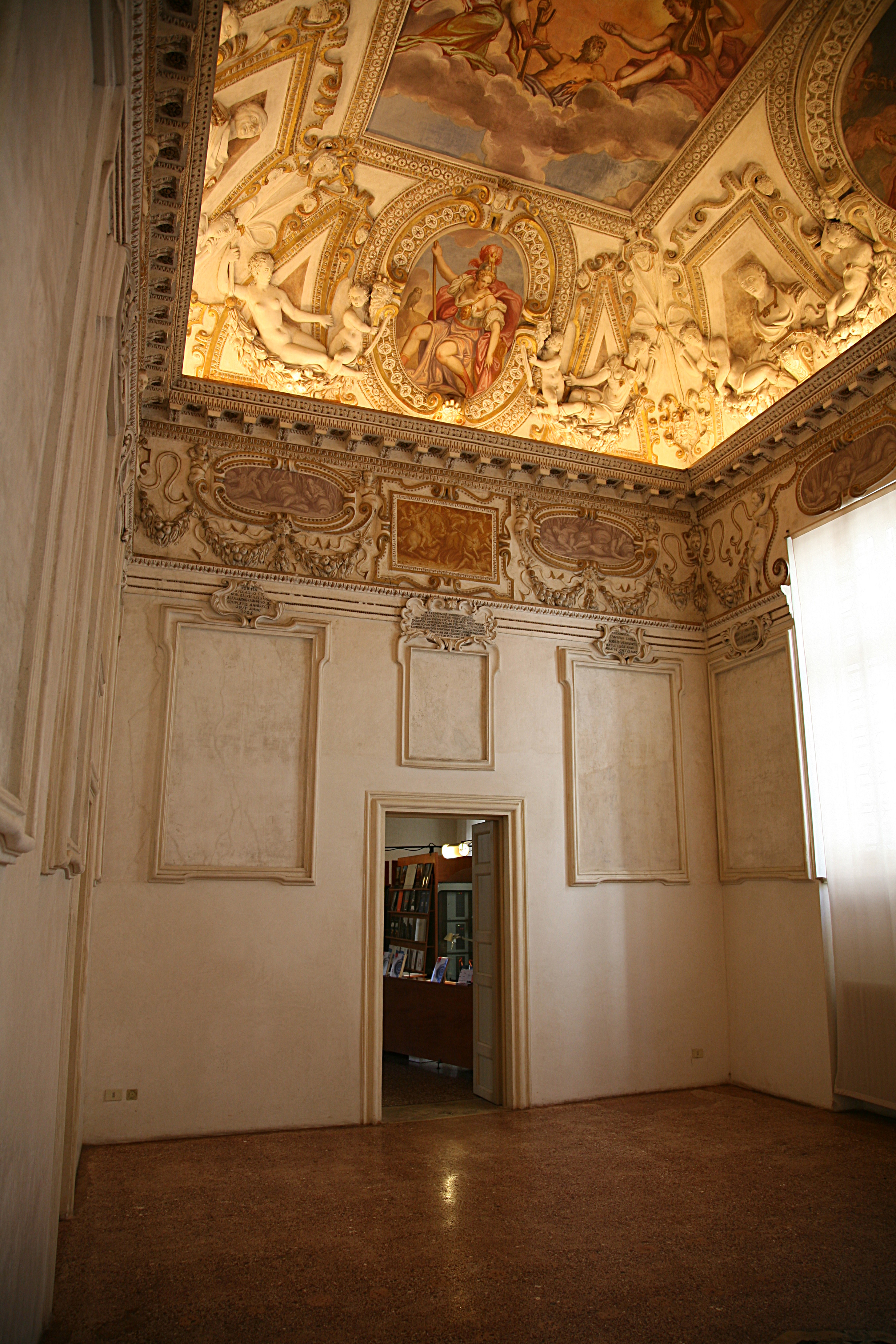
Интерьер